# Drust VIII
Drust VIII des Pictes ou Drust mac Talorgan roi des Pictes en 780/781.

## Origine
La Chronique Picte selon le manuscrit du Groupe B de 1317 n’accorde qu’un règne d'un an à ce roi qui était doute vraisemblablement comme ses contemporains immédiats de la famille d’Oengus Ier.

## Règne
Selon James E. Fraser il est peut-être le fils de Talorgan mac Fergus le frère d’Oengus Ier tué en 750 dans un combat contre les Bretons du Strathclyde et il aurait régné en concurrence avec son cousin Talorgan mac Unuist sur une  partie du royaume « citra Monoth» 

## Sources
- (en) Alfred P. Smyth, Warlords and Holy Men Scotland ad 80~1000, Edinburgh, Edinburgh University Press, 1984, 279 p. (ISBN 0748601007), p. 75.
- (en) J.M.P Calise Pictish Sourcebook. Documents of Medieval Legend and Dark Age History Greenwood Press (Londres 2002)  (ISBN 0-313-32295-3) P. 213 Drest f. Talorgen (Drest VIII, Drest Drust son of Talorcen). Pictish king (? 780-781)
- (en) W.A Cumming The Age of the Picts Sutton Publishing (1998)   (ISBN 0750916087).
- (en) W.F. Skene Chronicles Of The Picts,Chronicles Of The Scots, And Other Early Memorials Of Scottish History. H.M General Register House Edinburgh (1867) Reprint par Kessinger Publishings's (2007)  (ISBN 1432551051).
- (en) James E. Fraser From Caledonia to Pictland, Scotland to 795 The New Edinburgh History of Scotland. Edinburgh University Press, Edinburgh (2009)  (ISBN 9780748612321).